# Parafia bł. Mikołaja Czarneckiego w Warszawie
Parafia bł. Mikołaja Czarneckiego w Warszawie – parafia greckokatolicka w Warszawie, w dekanacie warszawsko-łódzkim archieparchii przemysko-warszawskiej. Nie posiada własnej świątyni, korzysta z kaplicy przy rzymskokatolickim kościele NMP Matki Kościoła, będącego również siedzibą parafii rzymskokatolickiej. Obejmuje dzielnice Białołęka, Bielany, Bemowo, Mokotów, Ochota, Ursus, Ursynów, Wilanów, Włochy oraz powiaty legionowski, pułtuski, makowski, ostrołęcki, nowodworski, płoński, Płock, część powiatu płockiego po wschodniej stronie Wisły, ciechanowski i przasnyski. Została powołana 16 sierpnia 2015 roku.